# Louise (Texas)
Louise es un lugar designado por el censo ubicado en el condado de Wharton en el estado estadounidense de Texas. En el Censo de 2010 tenía una población de 995 habitantes y una densidad poblacional de 57,25 personas por km².

## Geografía
Louise se encuentra ubicado en las coordenadas 29°6′47″N 96°24′44″O / 29.11306, -96.41222. Según la Oficina del Censo de los Estados Unidos, Louise tiene una superficie total de 17.38 km², de la cual 17.31 km² corresponden a tierra firme y (0.39%) 0.07 km² es agua.

## Demografía
Según el censo de 2010, había 995 personas residiendo en Louise. La densidad de población era de 57,25 hab./km². De los 995 habitantes, Louise estaba compuesto por el 75.88% blancos, el 8.74% eran afroamericanos, el 0.4% eran amerindios, el 0% eran asiáticos, el 0% eran isleños del Pacífico, el 12.76% eran de otras razas y el 2.21% pertenecían a dos o más razas. Del total de la población el 34.27% eran hispanos o latinos de cualquier raza.